# Carlos Romero Galiana
Carlos Romero Galiana (Cartagena, 25 de julio de 1927 - Cartagena, 3 de mayo de 2008) fue un médico, político, etnógrafo, cineasta aficionado y poeta español.

## Biografía

### Inicios y carrera médica
Carlos Romero Galiana nació en 1927 en la calle de El Escorial de Cartagena, en el seno del matrimonio compuesto por el médico José Romero Font y Josefa Galiana Payrot, cartageneros ambos. Su bautizo tuvo lugar en la iglesia de Santa María de Gracia de la localidad, donde le fue impuesto el nombre Carlos Santiago Gregorio Pedro.
Entre 1945 y 1952 se licenció en Medicina y cirugía por la Facultad de Medicina de la Universidad de Valladolid, y obtuvo un doctorado en Traumatología por la Universidad de Barcelona. Complementó su instrucción con estudios sobre rayos X en Reino Unido, que pudo financiar gracias a un premio de lotería y su trabajo de camarero en el país. Más tarde cursó especialización en medicina del trabajo en 1963 por la Escuela Nacional de Sanidad de Madrid, donde asimismo recibió la diplomatura de Sanidad, y en 1965 se formaba en Reumatología en la Universidad de Valencia.
Gracias a esta educación, Carlos Romero pudo siempre optar a diversos empleos, que conjugó con la regencia de su propia consulta. El primero de ellos fue el de médico de urgencias de la Seguridad Social, en el que ejerció entre 1958 y 1961. Desde aquel momento, y merced de su título en medicina del trabajo, pasó por la empresa Hilaturas del Sureste y la refinería de petróleo de Escombreras –operada por Repesa, antecesora de Repsol–, sitas ambas en Cartagena. En una última etapa, se hizo con la plaza de inspector médico de los servicios portuarios de Cartagena, a la que dedicaría su labor entre 1963 y 1980.
Paralelamente, y en virtud de sus conocimientos y experiencias profesionales, asistió a congresos sobre reumatología en varias citas nacionales e internacionales, y denunció en publicaciones sanitarias los nocivos efectos de la contaminación industrial en la salud de la población cartagenera. En 1975 acudió a Rumania enrolado en la expedición de reumatólogos españoles que debía testar el presunto producto antirreumático descubierto por el doctor Vasile Boici, y que concluyó que se trataba de «una sustancia de acción analgésica local».

### Política

#### Elecciones municipales de 1979

Composición del Ayuntamiento tras las elecciones de 1979. En carmesí, los concejales cantonales.

En 1975 fallecía el dictador Francisco Franco y se abría el proceso democratizador de la Transición, en el que el médico decidió participar integrándose en el cartagenerista Partido Cantonal (PCAN), una entidad inscrita en el Registro de Asociaciones Políticas el 16 de septiembre de 1977 por el abogado Julio Frigard Romero de Germes. El 17 de abril de 1978, Carlos Romero fue uno de los principales oradores en la manifestación que congregó a cerca de 10 000 personas –más de 12 000 según el PCAN– en la plaza del Ayuntamiento de Cartagena, en reivindicación de mejores infraestructuras y de la provincialidad de Cartagena.
En octubre de 1978 Julio Frigard, que había sido jefe local del Movimiento Nacional durante el franquismo y que mantenía entonces un perfil derechista y contrario a la construcción del Estado de las autonomías, se apartó de la dirección del partido y su puesto pasó a ocuparlo Carlos Romero, renombrado por su trabajo como facultativo y «de fama socialdemócrata». De esta forma encabezó las listas del PCAN para las elecciones municipales de 1979, en las que obtuvo siete concejales y se situó como el tercer candidato en número de escaños, por detrás del Partido Socialista Obrero Español –PSOE, 9 concejales– y Unión de Centro Democrático –UCD, 8 concejales– y adelantando únicamente al Partido Comunista de España –PCE, 3 concejales–.
En las reuniones previas a la sesión de investidura del primer alcalde democrático desde la Segunda República, los cantonales propusieron a UCD que Romero desempeñase el cargo durante los dos primeros años de legislatura y Juan Pedreño Gisbert, el candidato centrista, los dos siguientes. La oferta fue rechazada, ya que los de Pedreño deseaban que el orden fuese el contrario. La entrevista con los socialistas no fue más fructífera, ya que los partidarios de Enrique Escudero de Castro eran reticentes a cualquier pacto que no pasara por el apoyo incondicional a la lista más votada, si bien prometían defender en la redacción del Estatuto de Autonomía el reconocimiento legislativo de los derechos de Cartagena. Extinguida toda posibilidad de acuerdo, Enrique Escudero tomaba posesión de la alcaldía el 19 de abril de 1979, formando un gobierno en minoría con el apoyo externo del PCE. Sin embargo, y siendo consciente de su debilidad en el pleno consistorial, Escudero distribuyó áreas de administración entre todos los partidos, en una suerte de «gobierno de concentración», en el cual los cantonales recibieron las delegaciones de Deportes, Medio ambiente y Movimiento ciudadano.

#### Crisis y reacuerdo de gobierno
El 16 de abril de 1980, unos individuos tomaron la bandera del Consejo Regional de Murcia que colgaba de un domicilio particular y la entregaron en la plaza del Ayuntamiento a cuatro concejales del PCAN, que la hicieron jirones con tijeras. El suceso recibió atención mediática nacional, y el presidente del partido Carlos Romero, que se encuadraba en el ala moderada del partido, reaccionó censurando el proceder de sus compañeros y comunicando su intención de dimitir si no eran sancionados. Los concejales intervinientes decidieron ofrecer sus renuncias, y eventualmente tanto unas como otras fueron rechazadas en una asamblea general del PCAN, que ratificó a Romero en su puesto.
En septiembre de aquel mismo año, la frágil estabilidad del Ayuntamiento se fracturó a causa de las desavenencias entre partidos, lo cual llevó a la aprobación de una moción de censura al alcalde por parte de UCD y PCAN –pese a la cual no dimitió–, al cese de aquellos en sus delegaciones y, en último término, al bloqueo de la actividad normal del concejo. Entretanto, Carlos Romero dio continuidad al discurso contra la contaminación atmosférica que había sostenido desde antes de entrar en política, protagonizando junto a su grupo municipal un encierro en el Palacio consistorial en el que se declararon en huelga de hambre como forma de presión, tanto hacia el cuestionado alcalde como hacia el resto de autoridades competentes.
La crisis de gobierno se solucionó en noviembre de 1980, con una reestructuración en la que UCD quedó fuera del organigrama municipal, mientras que la organización de Romero recibió la gestión de Sanidad, Patrimonio, Barrios y Diputación. La única vez en aquel periodo que volvería a perturbarse la normalidad institucional sería con motivo del golpe de Estado del 23 de febrero de 1981. Aunque la intentona se desarrolló en Madrid y Valencia, Carlos Romero pernoctó en el Palacio consistorial junto al alcalde, los demás elementos de la corporación y algunos funcionarios en previsión de que se diera una ocupación militar, que finalmente no sucedió.
Romero, a la sazón depositario de las competencias de concejal de Cultura, empleó el resto de la legislatura en favorecer la modernización y adopción de criterios científicos en el Archivo Municipal, y en impulsar el traslado del Museo Arqueológico Municipal a la calle Ramón y Cajal. Su papel en la segunda cuestión fue señalado como determinante por el arqueólogo Sebastián Ramallo Asensio, pues si el inconstante flujo de financiación había hecho estancarse las obras del edificio, la implicación del concejal favoreció que el Museo pudiera abrir sus puertas definitivamente el 10 de enero de 1982.

### Etnografía
La etnografía fue una de las materias en las que más se concentraron las inquietudes del cartagenero, y más concretamente su aplicación a los molinos de viento: la llamada molinología. Este interés surgió a raíz de los viajes que, por motivos profesionales, hacía el médico José Romero a través del Campo de Cartagena, donde son características estas construcciones industriales. Como en su juventud Carlos Romero procuraba acompañar a su padre para aprender el oficio, terminó por florecer al mismo tiempo una duradera estima hacia los molinos de la comarca.
Por ello, y a fin de colaborar en un mayor grado de divulgación y protección de estos ingenios, cursó la licenciatura de Geografía e historia en la Universidad Nacional de Educación a Distancia, que agregó a los estudios de especialización y ampliación en ciencia médica con que ya contaba. Tomó parte en investigaciones que luego publicaba y exponía en diferentes congresos nacionales, como todos los convocados por la Asociación para la Conservación y Estudio de los Molinos (ACEM) entre 1995 y 2005, fecha en que dejó de acudir por no serle fisiológicamente posible. De hecho, en calidad de miembro de la ACEM, presionó junto al concejal Enrique Pérez Abellán hasta conseguir que las III Jornadas Nacionales de Molinología, en 2001, fueran celebradas en la Universidad Politécnica de Cartagena. Fue asimismo miembro de otras organizaciones, tales como Aforca o la desaparecida Asociación de los Molinos de Viento que fundase Ángel García Bravo en 1970, y fundador y primer presidente de la Asociación de Amigos y Defensa de los Molinos de Viento de Cartagena. Su contribución más significativa a la molinología del Campo de Cartagena vino en 2003, cuando publicó una antología de los molinos existentes con el respaldo de la Asociación de Amigos del Archivo Municipal de Cartagena y el Ayuntamiento.
Por otra parte, y a resultas de su relación con el mundo rural, manifestó simpatías hacia la enología. El nacimiento de dichas simpatías puede trazarse hasta 1955, cuando a consecuencia de un brote de fiebre tifoidea en Cartagena, su tío Andrés Romero le acogió en su casa de La Palma. Allí le mostró su bodega, y consiguió captar su interés hacia los vinos cuando le enseñó a producirlos. Así las cosas, desde 1982 fomentó, en consonancia con el Centro de Iniciativas Turísticas y las asociaciones de vecinos, las dos primeras ediciones de la Fiesta de Exaltación del Vino de Cartagena, razón por la cual mantuvo una controversia mediática con el también doctor Casimiro Bonmatí Limorte, contrario al patrocinio del consumo de alcohol. Bautizó además varias denominaciones vinícolas, a las que pretendió en algunas ocasiones dar una sonoridad romana, caso del «Darimus» o el «Ara Pacis». El primero refiere el criado en barrica en Pozo Estrecho, mientras que el segundo alude al elaborado en La Palma con uva merseguera blanca.

### Artes
Además de a la medicina y la etnografía, Carlos Romero se entregó también a la expresión artística, mediante la creación en diferentes disciplinas. Entre las de incidencia más temprana estuvo la fotografía, que compartía con su padre José Romero y que emanó en combinación con otra de sus grandes aficiones, la molinología. Así, reunió una colección de imágenes fotográficas del Campo de Cartagena, con capital atención en sus molinos, antes de decidirse a practicar él mismo la captura de instantáneas. Al fallecimiento de su progenitor en 1976, Carlos instituyó en su memoria un certamen anual de fotografía, cuya organización fue encargada a Enrique Tarifa Murcia, presidente de la Asociación Fotográfica de Cartagena.
Otro campo en el que fijó su interés fue el cine en formato Super-8. En la década de 1970 dirigió varias películas como cineasta aficionado al mando de su propio estudio, Producciones Demóstenes, entre ellas los documentales La contaminación en Cartagena (1973) y Portmán insólito (1977). En ambas obras tuvo mucho peso el activismo en defensa de la salud pública y el medio ambiente, denunciando en el primer caso la polución atmosférica causada por las emisiones de los complejos fabriles en Cartagena, y en el segundo la situación derivada del vertido incontrolado de estériles mineros en la bahía de Portmán. La contaminación en Cartagena cosechó el primer premio del Certamen Nacional de Cine Amateur de 1975, y el segundo galardón en los celebrados en Murcia y Lorca, sumándose más adelante el primer premio en la sección argumental del Cine Club Amateur de Madrid, en 1977. En cuanto a Portmán insólito, ganó el premio especial al mejor tema local en el Certamen de Cine Amateur de Cartagena de 1977.
Por último, y asimismo en relación con su entusiasmo etnográfico, estuvo el trovo, un género de poesía popular consistente en recitar una composición propia de forma improvisada. Carlos Romero gustó de asistir a los torneos que frecuentemente se organizaban en la comarca de Cartagena, y en una ocasión fue laureado con el primer premio del Certamen Nacional del Trovo de Cartagena en la modalidad de décimas. En este mismo certamen, precursor del Festival Internacional de Poesía Oral Improvisada «Trovalia», fue requerido como miembro del jurado.
Estas intervenciones en la vida cultural, sumadas a su ejercicio político como concejal, brindaron a Romero una ascendencia social que supuso que en 1979 fuese seleccionado para el jurado que resolvió otorgar conjuntamente el premio Cartagenero del Año al pintor Nicomedes Gómez y al médico Enrique Pérez-Cuadrado. En 2000 se encontraba asimismo entre los firmantes en favor de la adjudicación al bailarín José Carlos Martínez de la medalla de oro de Cartagena.

## Vida privada
Al igual que su padre, Carlos Romero fue partícipe de las procesiones que durante la Semana Santa se celebran en Cartagena. Así, como cofrade marrajo llegó en 1966 a establecer comunicación, en nombre de un grupo de compañeros junto a los que pretendía fundar una nueva agrupación, con el imaginero Federico Coullaut-Valera a fin de encargar un grupo escultórico –La lanzada–, que sin embargo no terminó por materializarse.
Entre las distinciones personales con las que fue agraciado Romero, además de las mencionadas anteriormente, se encuentran una Laureada Cantonal concedida en 1993 por el Partido Cantonal, y sendos homenajes por la Asociación de Amigos del Archivo Municipal de Cartagena en 2002 y por los promotores del I Congreso Etnográfico del Campo de Cartagena en 2003.
A partir de 1991 sufrió las secuelas de una hemiplejia que desembocó en una hemorragia cerebral, motivo por el cual su salud fue progresivamente deteriorándose hasta su defunción en Cartagena el 3 de mayo de 2008. Donó póstumamente su biblioteca y fondo documental al Archivo Municipal de Cartagena, si bien había materializado la aportación voluntaria de la mayor parte del conjunto documental previamente, en 2003. En 1958 había contraído nupcias con la pintora cartagenera Carmen Navarro Fructuoso (f. 1993), en el que fue un matrimonio sin descendencia.

## Obra
Colaboraciones en obras literarias colectivas
- «Los molinos de vientos cartageneros, retazos de su historia, funcionamiento, tipología, estado actual y consideraciones ante su problemática restauración». 1ª Jornadas Nacionales sobre Molinología: Santiago de Compostela, 22 a 25 de noviembre de 1995. Sada: Ediciós do Castro. 1997. pp. 235-246. ISBN 84-7492-862-1.
- «Cómo muere un molino cartagenero y otras curiosidades molineras de mi tierra». 1ª Jornadas Nacionales sobre Molinología: Santiago de Compostela, 22 a 25 de noviembre de 1995. Sada: Ediciós do Castro. 1997. pp. 247-257. ISBN 84-7492-862-1.
- «Arqueología de los molinos de viento cartageneros». XXIV Congreso Nacional de Arqueología: [celebrado en] Cartagena, 1997 5. Instituto de Patrimonio Histórico de la Región de Murcia. 1999. pp. 51-62. ISBN 84-88570-22-8.
- «Los molinos de viento en las salinas del Mar Menor». Actas de las II Jornadas de Molinología (Tarrasa-La Pobla de Cérvoles, 30 de septiembre a 3 de octubre de 1998). Tarrasa: Fundación Juanelo Turriano. 1999. pp. 474-484. OCLC 842208561.
- «El molino harinero de Zabala». III Jornadas Nacionales de Molinología. Cartagena, 10-13 de octubre de 2001: de la tradición al futuro. Murcia: Consejería de Educación y Cultura de la Región de Murcia. 2002. pp. 501-8. ISBN 84-606-3210-5.
- «Clasicismo y modernismo en el molino de viento cartagenero». Actas del IV Congreso Internacional de Molinología: Mallorca, 1, 2 y 3 de mayo de 2003 1. Palma de Mallorca: Departamento de Cultura del Consejo Insular de Mallorca. 2005. pp. 415-418. ISBN 84-96069-38-9.
- «Los molinos de sangre animal y esclava, en los ingenios azucareros de Cuba. Recreación histórica en los siglos XVIII y XIX». Actas V Congreso Internacional de Molinologia. Alcázar de San Juan: Junta de Comunidades de Castilla-La Mancha. 2009. pp. 149-152. ISBN 978-84-7788-559-7.

Documentales
- La contaminación en Cartagena. Producciones Demóstenes. 1973.
- Portmán insólito. Producciones Demóstenes. 1977.

Libros
- Antología de los molinos de viento: Cartagena, siglo XXI. Cartagena: Editorial Corbalán. 2003. ISBN 84-933047-0-0.